# Омыльное
Омыльное (укр. Омильне) — село на Украине, основано в 1800 году, находится в Романовском районе Житомирской области.
Население по переписи 2001 года составляет 47 человек. Почтовый индекс — 13000. Телефонный код — 4146. Занимает площадь 29 км².

## Адрес местного совета
13001, Житомирская область, Романовский р-н, с.Великая Козара, ул.Колгоспна, 3